# Joan Baixas i Arias
Joan Francesc Baixas i Arias (Barcelona, 4 de novembre de 1946) és un pintor, director d'escena i titellaire català. És conegut per la seva tasca amb la companyia La Claca, que va cofundar l'agost de 1968, i per la realització d'espectacles i performances d'intens contingut visual, basats en la pintura en directe, l'animació d'objectes i la projecció d'imatges, que expliquen petites històries contemporànies.

## Biografia professional
Joan Baixas és descendent directe de pintors i viatgers, un avi pintor i un altre indiano. El seu pare, Josep Maria Baixas, era el director de l'Acadèmia Baixas de dibuix i pintura, una de les més prestigioses de Barcelona; mentre la seva mare organitzava un petit negoci familiar d'artesania per facilitar que els fills decidissin el seu futur.
L'interès de Joan Baixas per les arts escèniques prové també d'infantesa, a partir del seu internament a Santa Maria del Collell amb dotze anys, on exercia d'alumne lector en els àpats. A través de la lectura a viva veu va descobrir el poder de la paraula. Durant dos anys, va ser lector a les hores de dinar i sopar, a les misses i les celebracions. Llegia i escrivia poesia.
El 1963, autoalliberat d'estudis i academicismes, rondava per tallers artesans aprenent les bases de diversos oficis manuals (fusteria, ferro, pintura, motlles, cordes). El 1965 va fundar la companyia El vaixell blanc, on dirigía i interpretava espectacles de poesia (Bertold Brecht, Federico García Lorca, Poesia Xinesa, Joan Salvat Papasseit, James Baldwin, Josep Carner) a espais com el CIC, l'Escola de Mestres Rosa Sensat i altres reunions particulars. És a través d'aquesta activitat que coneix a Joan Brossa, qui l'introdueix a una tertúlia artística celebrada als anys seixanta a casa d'Antoni Tàpies. Entre els convidats hi havia Joan Brossa, Francesc Vicens, Maria Lluïsa Borràs, Pere Gimferrer, Joan Pere Viladecans, Carlos Santos i Ll. M. Riera. En aquest moment, Joan Baixas també freqüentava un altre cercle - de caràcter més literari i polític - que es reunia a casa de l'escriptora Maria Aurèlia Capmany, dins el qual trobem personalitats com Vidal Alcover, Xavier Romeu, Terenci Moix, Feliu Formosa o Josep Montanyès. S'inicia amb tot això en el coneixement de l'art contemporani, la poesia i el cinema.

### Putxinel·lis Claca
L'any 1966 va crear l'Equip d'Expressió Claca, amb una dotzena d'artistes joves, des del qual duien a terme nombroses activitats artístiques en barris, universitats i centres escolars, socials i esportius. El seu treball va créixer en l'entorn hostil de la dictadura franquista i se suma al moviment de resistència cultural i democràtica. A partir de la seva trobada amb l'artista Teresa Calafell l'any 1967, ambdós van dedicar-se de manera professional al titella. Teresa Calafell procedía d'una família anarquista i des del seu naixement es comunicava amb els seus pares, tots dos sordmuts, amb el llenguatge de les mans. Va estudiar art a l'Escola Massana, participava en el grup de mims Rodamón i ballava. La Teresa es va unir a l'Equip d'Expressió Claca.
Fascinat per l'antropologia, Joan Baixas va descobrir en aquest moment les màscares, els titelles i altres formes tradicionals del teatre de la imatge i va viatjar per conèixer algunes de les tradicions de màscares i titelles encara vives (Sicília, Indonèsia, el Brasil) i els mestres contemporanis (Yves Joly, Peter Schumann, Jerzy Grotowski, Michael Meschke).

#### Mori el Merma
L'any 1976, Joan Baixas es posava en contacte amb l'artista surrealista Joan Miró, en aquell moment un pintor de renom de més de vuitanta anys, per col·laborar en un parell de ninots de la companyia,. Miró respongué que volia dur a terme un espectacle complet. 
"Després de l'experiència amb els ballets russos a principis de la seva carrera, Miró havia rebut nombroses ofertes de col·laboració teatral, però sempre les havia rebutjat. Si va decidir-se per nosaltres va ser perquè érem catalans, perquè érem joves i perquè practicàvem, entre altres tècniques, la dels gegants i cap-grossos (màscares gegants), tan important en l'art popular català. I és precisament aquesta tècnica la que vam elegir per treballar junts"
Joan Baixas va proposar llavors a Joan Miró compartir un espectacle de titelles celebrant la fi de la dictadura. Inspirant-se en els nombrosos dibuixos que el pintor havia fet al llarg de la seva vida sobre el personatge d'Ubu, d'Alfred Jarry, la Claca va dissenyar i fabricar cinc grans personatges portats pels actors des del seu interior i nombroses màscares, telons i objectes escènics. Joan Miró els va pintar a l'estudi de la companyia. Les figures es van dur a terme amb celastic, un material poc conegut a Europa que Jim Henson havia regalat un temps abans a Joan Baixas, tal com demostra una carta d'agraïment de l'any 1979 conservada al Museu de les Arts Escèniques.
"[A Miró] Li encantava aquest personatge ple d'energia, ridícul i extravagant, que representava per a ell molts dels excesos que observava al seu entorn. […] En realitat aquest Ubú que compartíem amb Joan Miró no era un altre que Franco, mort un any abans del començament de la nostra col·laboració. Havíem projectat la peça com la nostra cerimònia dels funerals del franquisme."
Més enllà del propi espectacle, els personatges de La Claca i Joan Miró van participar en improvisacions, actes institucionals, programes de televisió i festes de carrer: Passeig per la Barceloneta, Les oliveres de Deià, Inauguració del RER de París i de l'Arc de Triomf de La Defense, Matx de Mermes al Parc Joan Miró de Barcelona, Els fills del Merma de Mont-roig del Camp, El nou tren de Sóller i Abordatge a Sa Calobra a Mallorca.
Després d'un temps parats, els ninots del Merma van reaparèixer novament a Nova York amb el títol Merma rides again! l'any 1988, un espectacle amb el qual van tornar a viatjar un temps. La següent acció va ser ja el 2006, a la Tate Modern de Londres, quan comencen el Merma never dies! (El Merma mai no mor!), una re-producció motivada pel cinisme dels ubús que van mentir al món per decretar la guerra d'Iraq. L'espectacle va actuar a Dublín, Siracusa, Nàpols, Madrid, Bilbao, Valladolid, Zamora, Segòvia, Sant Celoni.
El Merma va morir, finalment, amb Al foc el Merma!, un espectacle-ritual celebrat l'any 2008 a Palma quan el personatge i la cort van ser incinerats en una falla al centre de la ciutat, excepte la Vídua, que l'endemà va dipositar les cendres del seu marit, acompanyada del majordom, en una urna al taller del pintor Joan Miró, on restaran per sempre. L'any 2015, la vídua del Merma, convertida en La Vídua Negra, va reaparèixer en la inauguració de l'exposició Joan Miró i Joan Baixas: El Merma a Alacant. S'hi va presentar en un cotxe antic descapotable, acompanyada de capgrossos i orquestra. I, de nou, en l'exposició Figures del desdoblament, a Arts Santa Mònica, Barcelona i TOPIC de Tolosa.
Joan Miró i Joan Baixas coincidien en què les màscares i els ninots són éssers que cal veure necessàriament en moviment, no com a escultures immòbils o cadàvers. Els personatges que, per necessitats escèniques, van ser fabricats amb materials lleugers i fràgils, van ser remodelats i refabricats per la companyia en diverses ocasions al llarg dels anys, i les seves restes materials estan dipositades en diverses institucions: Fundació Joan Miró de Barcelona, Museu d'Art contemporani d'Alacant, Es Baluard de Palma, TOPIC de Tolosa.

#### Peixos Abismals
"Després de celebrar la fi del franquisme, vaig voler celebrar les cultures d'Espanya que conec i que estimo. Eren els inicis de l'autonomisme i començava una nova època de democràcia, de respecte i d'amistat."
Peixos abismals –també coneguda com a Peixos abissals– és la següent col·laboració de la companyia amb artistes plàstics, una trilogia d'espectacles basada en tres rondalles: L'espasa blava, basada en un conte de l'escriptor xinès Lou Sin i en cooperació amb Antonio Saura, estrenada al Centre Dramàtic de la Generalitat; En Joan de l'Ós, una rondalla catalana amb màscares, marionetes i decorats en col·laboració amb Antoni Tàpies, estrenada al Riverside Studio de Londres; i Mari Lamiña, una producció preparada amb Eduardo Chillida que mai es va arribar a estrenar per qüestions de salut.

#### Amanita Circus
L'any 1984 Joan Baixas i l'arquitecte Marià Pedrol van dissenyar i construir la carpa, després batejada com a Amanita Circus. Amb els ferros de camions, cabines i estructures, Venanci Fàbregues va construir un teatre mòbil en el qual es va concentrar el treball de la companyia durant quatre anys: escenari, habitatge, bar, taller, cabina tècnica.
S'hi programaven setmanes senceres d'activitats adaptades a les poblacions on s'instal·lava: espectacles, balls, concerts, tallers, conferències, projeccions, exposicions, cabaret, concursos i esdeveniments gastronòmics. Entre els artistes que van presentar el seu treball a Amanita Circus hi ha Agustí Fernández, José de Udaeta, Paca Rodrigo, Al Victor, Steven Kent, Marga Guergué, Pep Salsetes, Circ Perillós, Marduix Titelles, Abracadabra Puppet Theater, Paco del Montseny, Salvador Vilà i la col·laboració de nombrosos artesans, hortolans, bosquerols i cuiners.

#### Laberint
"[Matta] Volia fer un espectacle, però no un espectacle amb monstres o personatges. Volia crear un espectacle d'impulsos, basat en les forces de la naturalesa i del naixement, que es manifestessin directament, sense passar per una forma que ens recordes als personatges. Un espectacle basat en la simultaneïtat de la nostra percepció i en la possibilitat de reconèixer, no amb la intervenció de la raó, sinó únicament amb la sensibilitat, allò que ens rodeja i allò que ens traspassa."

En l'obra es troben el mite del laberint, Don Quixot de la Mancha i referències a Moby Dick. L'espectacle es realitzava en bona part dins un laberint de teles que ocupava tot l'espai, el públic en moviment i els actors en l'espai aeri del centre.
"El laberint va ser l'espectacle més complet i el més dolorós que jo [Joan Baixas] he creat mai, però també va ser el que va despertar en mi més quantitat d'impulsos creatius. Per això, encara avui, segueixo expressant tota la meva gratitud a Matta."

#### Altres
Altres obres destacades del segon període de La Claca són:
- Nyaps, davant d'un mirall (1975). Obra de Joan Baixas sense text, amb els números: Teiatru, Manipulacions damunt d'una taula, Bufades al foc (homenatge a Antoni Tàpies), Ocell de pas (homenatge a Saul Steinberg)', etc. Espectacle per a adults amb marionetes de fil. Va ser interpretada al Palau de la Música de Barcelona, el dia 20 de novembre de 1975, dia de la mort del dictador. L'espectacle era un homenatge als darrers executats pel règim franquista.
- Quadres d'una exposició (1976). Obra de Joan Baixas sobre música de Modest Mussorgsky. Espectacle-concert per a Joventuts Musicals amb ombres xineses.

- Les aventures d'Hèrcules a l'Atlàntida (1983). Text de Joan Baixas a partir de poemes de Jacint Verdaguer. Espectacle amb màscares i titelles de guant.
- El bosc de rondalles (1984). Inspirada en diferents llegendes; programa de trobada entre la companyia i altres artistes.
- El món a l'inrevés (1985). Obra sense text amb la col·laboració de Cesc Gelabert, Joan Albert Amargós i Jaume Sorribas.
- Un març d'ous (1986). Acció: la companyia organitza un mes d'activitats i vida artística a Sant Esteve de Palautordera a partir de la carpa.
- Clacabaret: Frivolités Arrevistades (1986). Estrenada a Canet de Mar.

"El 1989 la companyia, cansada i endeutada, s'ha de dissoldre temporalment."

### Obra personal
Abans de la dissolució de la companyia, l'any 1987, Joan Baixas va dirigir Escena del teniente coronel de la Guardia Civil, amb música de Paca Rodrigo, dins l'espectacle 5 Lorcas 5 del Centro Dramático Nacional - Teatro María Guerrero de Madrid, on van participar també Lluís Pasqual, Gerardo Vera, José Luis Alonso i Lindsay Kemp. A partir de la clausura temporal el 1989 de La Claca, Joan Baixas es dedicà a la seva obra personal pictòrica –que va exposar a Palo Alto de Barcelona, The Gallery de Londres i Atopia de Nova York– literària i teatral.
En una estada de quatre mesos al desert d'Austràlia amb Paca Rodrigo, Joan Baixas va organitzar i dirigir un espectacle amb les comunitats aborígens Adnyamathanha i Arabana a Marree, South Australia, per a la celebració del Naidoc Week.
L'any 1985 el seu amic Tortell Poltrona el va convidar a acompanyar els Pallassos sense Fronteres a Sarajevo, on va plantar la seva pantalla de pintar a les ruïnes de la Biblioteca i compartí una vetllada de poesia i pintura amb alguns artistes de la ciutat. Més endavant, a Pushkin, durant la primavera russa, improvisà amb els fangs de les decrèpites mansions tsaristes al Festival Kikart.
Terra prenyada, obra de Joan Baixas amb música de Paca Rodrigo, estrenada el 1996 al Festival Grec de Barcelona, va viatjar pel circuit internacional durant vint anys (Guggenheim de Nova York, Centre Pompidou de París, etc.). Tot i que va evolucionar amb el pas dels anys, l'espectacle es basava en la pintura en directe, en forma d'ombres pintades amb terra, la projecció d'imatges, la poesia (Adonis, Sánchez Ferlosio, Li Po, Pessoa), l'animació d'objectes i la narració de petites històries.
Entre 1997 i 2015 va desenvolupar també la performance Mapamundi. A la Festa de la Terra de Barcelona de 1997 iniciava un cicle d'accions col·lectives al voltant de la pintura que s'estengué al llarg de diversos anys: Kadavrexqüi-sit, al Museu d'Olot, en col·laboració amb el Teatre Principal; Mapamun.2 al CCCB en col·laboració amb el MACBA; i Maps-of-the-world a Delhi, l'Havana, Kilkenny, Tallin, Charleville-Mézières, Milà.
El 1998 va dirigir El paseo de Buster Keaton de Federico García Lorca, amb música de Jordi Sabatés, al Festival Grec de Barcelona i al Teatro de la Abadía de Madrid; el 1999 va crear La música pintada, un espectacle de pintura i música en directe (Debussy i Ravel) per a la Fundació La Caixa, i el portà per tot Espanya, França. Turquia i Anglaterra.
En el tombant de segle va compondre un homenatge al pintor i amic Antonio Saura, mort l'any 1998: Adiós siglo xx, Antonio, amb músiques i textos de diferents autors (Pessoa, Goytisolo, Paul Celan). L'espectacle va inaugurar l'any 2000 al Teatre Lliure de Barcelona i va viatjar per Tolosa, Porto, Lleida i Osca. Amb guió de Jorge Wagensberg, l'any 2000 va dirigir també El teatre de les formes, que durant diverses temporades es va representar al Cosmocaixa de Barcelona, Madrid i València.
Durant tots aquests anys va formar part a més de la creació i/o direcció d'espectacles d'altres artistes o companyies, una pràctica que ja havia iniciat quan era director de La Claca (per exemple, improvisacions amb Albert Vidal, La Odisea amb Els Joglars per a TVE o la renovació de la companyia Circus Oz de Melbourne). Alguns exemples són l'obra Ububabel amb la companyia del País Basc Taun Taun Teatroa, la direcció artística de quatre vídeos del disc No solo de rumba vive el hombre d'Albert Pla, l'espectacle Le champignon per al Théâtre de l'Arc en Terre de Marsella, la coreografia de Mister Bah! amb Cesc Gelabert, la vídeo-coreografia Carícies d'Àngels Margarit o la direcció escènica de l'espectacle automatitzat de robots i vídeos Colors, de Javier Mariscal (Itàlia).
A més, va realitzar algunes experiències en televisió, publicitat i moda (col·laboració en diverses desfilades de Toni Miró) i va actuar per exemple en les pel·lícules de Frederic Amat Viaje a la Luna de Federico García Lorca i Memorias de tortuga de Juan Goytisolo, en la performance Homenatge del FAD a Joan Miró i J. V. Foix, en El dia dels morts. Un oratori per a Josep Pla, de Narcís Comadira, dirigit per Xavier Albertí i altres representacions al Mercat de les Flors o a la Fundació Joan Miró.
El 2004 va signar amb èxit el macro-espectacle Fantòtems per al Forùm de les Cultures del Món de Barcelona. L'any 2009 va estrenar Zoé, innocència criminal a la Fira de Titelles de Lleida. L'espectacle va iniciar el seu camí internacional amb actuacions a Sant Celoni, Valladolid, Granada, Bad Ragaz (Suïssa), Fira de Teatre de Tàrrega, Festival Mondial des Théâtres de Marionnettes de Charleville-Mézières (França) i a la inauguració del TOPIC de Tolosa.
El 2014 va pre-estrenà la conferència-espectacle Oh, la la! la marionette! a Matanzas (Cuba), estrenada definitivament el 2016 a Figures del Desdoblament, exposició que Toni Rumbau va presentar a Arts Santa Mònica (Barcelona), on Joan Baixas va presentar també la instal·lació Maniombra-marisombra.
L'any 2018 presenta Zraniony Jelen –Ciervo vulnerado–, sobre textos de Poeta en Nueva York de Federico García Lorca al Teatr Lalek Aktori d'Opole (Polonia); i Baboia!, un espectacle per a tots els públics que celebra els 50 anys de La Claca amb titelles, ombres, animacions i música en directe, en el qual interpreten Marina i Josep Baixas.

### Més enllà dels escenaris
L'artista ha dissenyat, organitzat i fins i tot dirigit grans esdeveniments com la Marcha por la cultura y la creación de la SGAE (Madrid, 1999), el Viatge pels sentits per a la inauguració del Mardaval Spa & Resort Hotel (Mallorca, 2002) o Colores de otoño, una instal·lació de jocs, espectacles i tallers a Saragossa per les Festes del Pilar de 2013 a 2015.
A més, en diferents etapes de la seva vida, Joan Baixas ha estat professor, investigador i gestor a l'Institut del Teatre. Sota la direcció d'Hermann Bonnin, va fundar el 1971 el Departament de Titelles i Marionetes i el Festival Internacional de Teatre Visual i de Titelles de Barcelona, que avui dia té continuïtat a través de IF Barcelona, i del qual va ser el director artístic en diverses edicions, entre les quals el 25è aniversari del festival l'any 1998. En els dos anys que va ser cap de departament va promoure activament la recuperació i exhibició del llegat artístic de titellaires de les generacions anteriors, el treball dels quals es va veure molt afectat per la Guerra Civil i la llarga postguerra (Juli Pi, H. V. Tozer, Didó, Anglès, Vergés, Baby). De 1989 a 2012 va ser professor de l'Institut, on presentà diversos espectacles amb els alumnes: Ubu encadenat d'Alfred Jarry, Guilgamesh de José Sanchis Sinisterra, Fedra d'Eurípides i Efecte Browning, de creació col·lectiva. Durant el curs 2001-02 va ser director de l'Escola Superior d'Art Dramàtic.
Joan Baixas ha exercit la docència també en altres centres bé de manera puntual, amb workshops i masterclasses de València a Brasil, o també de manera assídua. Va impartir cursos de dramatúrgia de la imatge en diverses escoles europees; durant set anys va dirigir un taller de dramatúrgia del teatre visual amb els alumnes de l'especialitat de teatre europeu de Rose Bruford College de Londres, amb els quals va fer, entre d'altres, The willyclub puppets de Federico García Lorca, The song of the lousitanian bogymen, de Peter Weiss i Gertrude Stein; i va col·laborar en el Màster d'Arquitectura Efímera de l'Escola d'Arquitectura de la UPC.

## Filmografia/televisió[1]
- Caps, mans i mànigues, 1974. La Claca, realització de Borràs-Colomer-Fina.
- Miró-Claca, 1977, Català Roca. Documental sobre la fabricació i el pintat dels personatges del Merma al taller de La Claca.
- El Teatro de La Claca, 1975, José Luis Viloria, NO-DO.
- La Odisea, 1976. Mercè Vilaret per a TVE.
- Mori el Merma!, 1979. Charles Chabot. BBC-Lively Arts. Produït per RM Productions.
- La flor romanial. Realització de Francesc Bellmunt i producció Germinal Fims-Alpha Video.
- Peixos abismals. Producció del Centre Dramàtic de la Generalitat de Catalunya.

## Literatura/discografia[1]
- Jocs d'expressió. Hogar del libro, Col·lecció Esplai, nº 13.
- Vetllades. Hogar del libro, Col·lecció Gris-Groc, nº 2. Il·lustracions de Teresa Calafell.
- Les rondalles de Putxinel·lis Claca. Hogar del Libro, Barcelona.
- Les cançons de Putxinel·lis Claca. Discos als 4 vents, Barcelona.
- De fer i desfer senders de putxinel·li. Llibres del Mall, Barcelona.
- Laberint La Claca. García Ferrer-M. Rom. Associació d'Enginyers Industrials de Catalunya.
- Escenes de l'imaginari, catàleg del 25è aniversari del Festival de Titelles de Barcelona.
- Miró i el teatre, catàleg de l'exposició de la Fundació Miró de Barcelona.
- La Nave de los Locos, catàleg de l'exposició en TOPIC, Tolosa.